# 6e régiment de grenadiers « comte Kleist von Nollendorf » (1er régiment d'infanterie prussien-occidental)
Pour les articles homonymes, voir 6e régiment.
Le 6e régiment de grenadiers « comte Kleist von Nollendorf » (1er régiment d'infanterie prussien-occidental) est une unité d'infanterie de l'armée prussienne.

## Histoire
Le roi de Prusse Friédéric II créé l'unité le 14 octobre 1772 sur les prélèvements des régiments de garnison prussiens et des recrues étrangères en tant que régiment de fusiliers, avec un effectif de deux bataillons d'une compagnie de grenadiers et de cinq compagnies de fusiliers. Les compagnies de grenadiers de deux régiments forment chacune un bataillon en cas de mobilisation.
Le 14 février 1788, une réorganisation est annoncée pour prendre effet le 1er juin de la même année : chaque régiment d'infanterie reçoit un bataillon de dépôt, qui reçoit ceux qui ne sont capables que de servir en garnison et qui doivent servir de bataillon de remplacement en cas de guerre, les régiments de garnison existant précédemment, sont dissous et le régiment est transformé en régiment de mousquetaires et reçoit comme bataillon de dépôt trois compagnies du régiment de garnison "Bärenhauer" ; le régiment se compose d'un bataillon de grenadiers et de deux bataillons de mousquetaires de quatre compagnies chacun et du bataillon de dépôt de trois compagnies.
Le 1er octobre 1797, les bataillons de dépôt reçoivent une 4e compagnie et le nom de 3e bataillon de mousquetaires ; leur but reste essentiellement le même.
À partir du 28 février 1799, le régiment est réorganisé: en convertissant deux compagnies de grenadiers en compagnies de mousquetaires, le régiment comprend deux compagnies de grenadiers, un 1er bataillon et un 2e bataillon de mousquetaires de cinq compagnies chacun et un 3e bataillon de mousquetaires de quatre compagnies ; les grenadiers de chacun des deux régiments se sont réunis pour former un bataillon de grenadiers.
Le 20 novembre 1807, le régiment est de nouveau réorganisé: le régiment est affecté comme bataillon léger, le bataillon de fusiliers «von Wakenitz» et aux 3e bataillons de mousquetaires des régiments «von Kauffberg» et «Jung-Larisch».
En 1813, un 3e bataillon de mousquetaires et quatre bataillons de réserve sont levés et le 3e bataillon est transféré au 12e régiment d'infanterie. Le 14 octobre 1814, les deux compagnies de grenadiers sont cédées au régiment Franz, où elles deviennent les 5e et 6e compagnies. En 1859, il y eut de lourds transferts, également d'officiers, au 46e régiment d'infanterie. Le 27 septembre 1866, les 13e, 14e et 15e compagnies sont transférées au 82e régiment d'infanterie (de). D'autres transferts suivent en 1881 (7e compagnie au 99e régiment d'infanterie (de)), 1887 (8e compagnie au 53e régiment d'infanterie), et 1897 (4e bataillon au 155e régiment d'infanterie). En 1893, un 4e (demi-)bataillon est créé.

### Garnisons
Les lieux de garnisons sont Preußisch Holland (1772), en alternance : Thorn, Marienbourg et Muhlhouse-en-Prusse-Orientale (1793), en alternance Rastenbourg, Rößel, Angerbourg et Lyck (1799), en alternance (Rastenbourg, Francfort-sur-l'Oder, Berlin et Breslau (1807), Posen, Fraustadt et Rawitsch (1817), Glogau (1820, en outre jusqu'en 1826 à Schweidnitz), Posen (1833, en outre jusqu'en 1833 Rawitsch et 1834/35 Krotoschin et Zduny), Glogau, Liegnitz (1836, en outre jusqu'en 1848 Krotoschin et Zduny et 1848-1851 Fraustadt), Posen (1851), Glogau, Schweidnitz et Fraustadt (1855) et Posen (1860), en plus jusqu'en 1883 à Samter
.

### Désignation
- Jusqu'en 1808, le régiment porte le nom du chef de régiment.
- À partir du 7 septembre 1808: 1er régiment d'infanterie prussien-occidental
- À partir du 5 novembre 1816: 6e régiment d'infanterie (1er régiment d'infanterie prussien-occidental)
- À partir du 10 mars 1823: 6e régiment d'infanterie
- À partir du 4 juillet 1860: 6e régiment de grenadiers (1er régiment d'infanterie prussien-occidental)
- À partir du 27 janvier 1889: 6e régiment de grenadiers « comte Kleist von Nollendorf » (1er régiment d'infanterie prussien-occidental)

Le numéro du régiment est le 52 jusqu'au 7 septembre 1808, puis le 6.

### Premiers combats
Le régiment prend part à la bataille de Zuckmantel (14 janvier 1779) lors de la guerre de Succession de Bavière. En 1794, il y a le soulèvement de Kościuszko, dans lequel le régiment combat dans la bataille de Szczekociny. Il participe à d'autres batailles dans la guerre de la quatrième coalition, la campagne de Russie en 1812.

### Posnanie
Dans la répression du soulèvement polonais dans la province de Posnanie, le régiment participe à des combats à Obornik le 5 mai et à Rogalin. L'unité est également utilisée lors de la répression de l'insurrection de Janvier le 3 mars 1863 à Skompe.

### Guerre austro-prussienne
Dans la guerre contre l'Autriche, le régiment participe pour la première fois à la bataille de Nachod. Cela est suivi par des combats à Skalitz, Schweinschädel, Gradlitz et Sadowa.

### Guerre franco-prussienne
Après la mobilisation, l'unité est impliquée pour la première fois avec la 3e armée dans la bataille de Wissembourg le 4 août 1870. Quatre jours plus tard, il combat à Frœschwiller-Wœrth et à la fin du mois à Stonne. Après avoir participé à la bataille de Sedan, le régiment est engagé dans l'encerclement et le siège de Paris du 19 septembre 1870 au 28 janvier 1871.

### Première Guerre mondiale
Le 2 août 1914, le régiment est mobilisé selon le plan de mobilisation. En plus de se déplacer sur le terrain, le régiment lève un bataillon de remplacement de quatre compagnies et deux dépôts de recrues. Le 12 septembre 1916, les 8e et 9e compagnies sont cédées pour former le 398e régiment d'infanterie. Le 3 septembre 1918, le régiment reçoit sa propre compagnie MW, qui est constituée de parties de la 10e compagnie de lanceurs de mines.

### Après-guerre
Après la fin de la guerre, le régiment revient à la garnison de Posen les 25/27 décembre 1918, déménage à Trachenberg le 31 décembre 1918 et est démobilisé via le centre de règlement à Görlitz. À partir de certaines parties du régiment, le 6e régiment de grenadiers volontaires est formé en janvier 1919 avec deux bataillons et une compagnie MW, qui est déployée dans la section de garde-frontières de Trachenberg. Le régiment est dissous le 7 juillet 1919 et les restes sont absorbés par le 1er bataillon du 9e régiment de fusiliers de la Reichswehr.
La tradition est reprise dans la Reichswehr par décret du 24 août 1921 du chef du commandement de l'armée général de l'infanterie Hans von Seeckt, par la 10e compagnie du 8e régiment (prussien) d'infanterie stationné à Görlitz. Dans la Wehrmacht, le 2e bataillon du 30e régiment d'infanterie perpétue la tradition.

## Chefs de régiment
| Grade                                                       | Nom                                 | Date                                  |
| ----------------------------------------------------------- | ----------------------------------- | ------------------------------------- |
| Generalmajor/Generalleutnant                                | Christian August von Lengefeld (de) | 14 octobre 1772 au 16 mars 1785       |
| Generalmajor/Generalleutnant                                | Wilhelm von Schwerin (de)           | 5 avril 1785 au 10 mai 1795           |
| Generalmajor/Generalleutnant                                | Franz Joachim von Reinhardt (de)    | 19 mai 1795 au 3 décembre 1806        |
| Generalmajor                                                | Carl Friedrich von Hamberger (de)   | 28 janvier 1806 au 1er juillet 1811   |
| Generalleutnant/General der Infanterie/Generalfeldmarschall | Friedrich von Kleist                | 31 mars 1814 au 17 février 1823       |
| Generalleutnant/General der Infanterie                      | Karl von Grolman                    | 9 septembre 1835 au 15 septembre 1843 |
| General der Kavallerie                                      | Léopold d'Autriche                  | 18 septembre 1858 au 24 mai 1898      |

## Commandants
| Grade                 | Nom                                        | Date                                                       |
| --------------------- | ------------------------------------------ | ---------------------------------------------------------- |
| Oberst                | George Lorenz von Pirch (de)               | 14 octobre 1772                                            |
| Oberst                | Wilhelm Heinrich von der Goltz (de)        | 17 septembre 1777                                          |
| Oberst                | Karl Ernst von Bose (de)                   | 13 juin 1780                                               |
| Oberst                | Friedrich August von Behmann               | 1er avril 1786                                             |
| Oberst                | Hans Christoph von Natzmer (de)            | 10 mai 1788                                                |
| Oberst/Generalmajor   | Johann Friedrich von Krajewski (de)        | 14 février 1799 au 19 janvier 1807                         |
| Oberstleutnant        | Karl von Stoesser                          | 20 janvier 1807 au 3 octobre 1808                          |
| Major                 | August Ernst von Kamptz (de)               | 4 octobre 1808 au 13 mars 1810                             |
| Major                 | Ludwig von Willisen                        | 14 mars 1810 au 30 septembre 1811                          |
| Major                 | Ludwig Dietrich Karl von Schmalensee (de)  | 1er octobre 1811 au 4 juin 1813 (chargé de la direction)   |
| Oberstleutnant        | Ludwig von Schmallensee                    | 5 juin au 3 septembre 1813                                 |
| Oberstleutnant        | Johann Friedrich Jakob von Kemphen (de)    | 20 septembre 1814 au 22 mai 1815                           |
| Oberstleutnant/Oberst | Engelhardt Ludwig Stach von Goltzheim (de) | 1er septembre 1815 au 18 avril 1819                        |
| Oberstleutnant/Oberst | Christian Adolf von Roebel (de)            | 8 juillet 1819 au 8 mai 1823                               |
| Oberst                | Ferdinand von Rohr                         | 1er décembre 1823 au 29 mars 1829                          |
| Oberst                | August von Sommerfeld (de)                 | 30 mars 1829 au 19 juillet 1834                            |
| Oberstleutnant        | Stanislaus Trautwein von Belle (de)        | 20 juillet 1834 au 29 mars 1835 (chargé de la direction)   |
| Oberst                | Gottfried von Bockelmann (de)              | 30 mars 1835 au 17 août 1837                               |
| Oberst                | Gustav von der Heyde (de)                  | 18 août 1837 au 29 mars 1840                               |
| Oberst                | Philipp von Uttenhoven (de)                | 30 mars 1840 au 28 juillet 1842                            |
| Oberstleutnant        | Friedrich Leopold Palm (de)                | 29 juillet 1842 au 9 janvier 1843 (chargé de la direction) |
| Oberstleutnant/Oberst | Friedrich Leopold Palm                     | 10 janvier 1843 au 5 juin 1848                             |
| Oberstleutnant/Oberst | August von Goldbeck (de)                   | 6 juin 1848 au 14 avril 1852                               |
| Oberstleutnant/Oberst | Friedrich von Kappe (de)                   | 15 avril 1852 au 6 mai 1857                                |
| Oberst                | Karl von Toll (de)                         | 7 mai 1857 au 30 mai 1859                                  |
| Oberstleutnant        | Friedrich Tischer                          | 31 mai 1859 au 12 août 1861                                |
| Oberst                | Adolf von Glümer                           | 13 août 1861 au 13 juin 1866                               |
| Oberstleutnant/Oberst | Karl von Scheffler                         | 14 juin 1866 au 8 janvier 1868                             |
| Oberst                | Adolf von Flöckher (de)                    | 9 janvier 1868 au 1er novembre 1871                        |
| Oberstleutnant/Oberst | Hugo von Pannwitz (de)                     | 4 novembre 1871 au 14 juin 1875                            |
| Oberstleutnant        | Albert von Kalinowski (de)                 | 15 juin au 21 juillet 1875 (chargé de la direction)        |
| Oberstleutnant/Oberst | Albert von Kalinowski                      | 22 juillet 1875 au 10 mars 1882                            |
| Oberst                | Otto von Schultzendorff                    | 11 mars 1882 au 14 avril 1887                              |
| Oberst                | Theodor Unger (de)                         | 16 avril 1887 au 23 mars 1890                              |
| Obert                 | Walter von Prittwitz und Gaffron (de)      | 24 mars 1890 au 14 juillet 1893                            |
| Oberst                | Maximilian von Mützschefahl (de)           | 15 juillet 1893 au 26 janvier 1895                         |
| Oberst                | Robert von Blumenthal                      | 27 janvier 1895 au 11 janvier 1896                         |
| Oberst                | Maximilian von Prittwitz und Gaffron       | 27 janvier 1896 au 13 décembre 1897                        |
| Oberstleutnant/Oberst | Kuno von Kameke (de)                       | 14 décembre 1897 au 17 janvier 1901                        |
| Oberst                | Franz von Massenbach                       | 18 janvier 1901 au 23 avril 1904                           |
| Oberst                | Wilhelm von Ditfurth (de)                  | 24 avril 1904 au 13 août 1908                              |
| Oberstleutnant        | Hans Blaurock                              | 14 août au 18 novembre 1908                                |
| Oberst                | Karl Dieffenbach                           | 19 novembre 1908 au 21 avril 1912                          |
| Oberst                | Kurt von Gallwitz-Dreyling                 | 22 avril 1912 au 1er août 1914                             |
| Oberstleutnant        | Otto Heyn                                  | 2. au 22 août 1914                                         |
| Oberstleutnant        | Max Kaisenberg                             | 22 août 1914 au 15 décembre 1916                           |
|                       | Baetzdorff                                 | 28 décembre 1916 au 1er novembre 1917                      |
| Major                 | Otto Grußdorf                              | 2 novembre 1917 au Auflösung                               |

## Uniforme
Le col, les revers, le rabat et le numéro du régiment sont rouges et le bonnet d'épaule est blanc.